# Romániai Magyar Nyelvű Helyi és Regionális Lapkiadók Egyesülete
A Romániai Magyar Helyi és Regionális Lapkiadók Egyesülete a romániai magyar napilappiac mintegy 90%-át képviselő érdekképviseleti csoport. Célja a romániai magyar sajtó létének biztosítása és fejlesztése.
A Romániai Magyar Helyi és Regionális Lapkiadók Egyesülete 2003-ban alakult meg, alapító tagjai az aradi Concord Media Rt. (a Nyugati Jelen kiadója), a marosvásárhelyi Impress Kft. (a Népújság kiadója), a nagyváradi Inform Media Kft. (a Bihari Napló kiadója), a sepsiszentgyörgyi HPress Kft. (a Háromszék kiadója), a kolozsvári Szabadság Kft. (a Szabadság kiadója) és a szatmárnémeti Zotmar Press Kft. (a Szatmári Friss Újság kiadója) voltak.
Azóta a Nyugati Jelen kiadója az Occident Media Kft. lett, a Szatmári Friss Újságot pedig átvette az Inform Media Kft.

## Az egyesület céljai
Az Egyesület létrehozásának elsődleges célja, hogy a tagok közösen lépjenek fel a romániai magyar sajtó megmaradása és fejlesztése érdekében. Jelenleg az egyesület képviseli a romániai magyar napilappiac 90%-át. A kisebbségi helyzetben lévő sajtókiadványokra fokozottan hátrányosan hat a kedvezőtlen gazdasági környezet, a vásárlóerő folyamatos csökkenése, a terjesztési gondok, a kiadási költségek folyamatos növekedése és nem utolsósorban az erdélyi magyarság fogyása, elvándorlása, asszimilációja. A Romániai Magyar Nyelvű Helyi és Regionális Lapkiadók Egyesületének céljai között szerepel tagjai érdekeinek és jogainak képviselete és védelme; annak az intézményes keretnek a biztosítása, amelyben érdekeiket, a kölcsönös előnyöket összeegyeztethetik. Célja a tisztességes konkurencia biztosítása a lapkiadási tevékenységben, és a hozzájárulás ahhoz, hogy a romániai magyar nyelvű sajtó technológiai szintje emelkedjék. Ez annál is inkább alapvető fontosságú, mert a romániai magyarság közösségi azonosságtudatának ápolásában betöltött szerepünk jelentős. Az egyesület ugyanakkor céljaként jelöli meg a polgári értékek, a demokrácia és a jogállamiság meghonosítását és terjesztését, a tudás és az információ alapján.
A megjelölt célkitűzések megvalósítása érdekében az egyesület képviseli tagjai érdekeit a lapkiadással kapcsolatos tevékenységi területeken (szállítás, terjesztés, szolgáltatások, hirdetés stb.), szerződéseket dolgoz ki a Romániai Lapkiadók Egyesületével és más romániai, illetve nemzetközi szervezetekkel, felkérés esetén támogatást nyújt olyan törvényhozási javaslatok kidolgozásához, amelyek a lapkiadási tevékenységgel kapcsolatosak.
Támogat minden olyan kezdeményezést, amely a romániai magyarság érdekeit képviseli, illetve a romániai magyar nyelvű sajtó fejlesztésére irányul, illetve segít az adományok célbajuttatásában, igazságosabb elosztásában.

## Külső hivatkozások

### Az egyesület weblapja
- Romániai Magyar Helyi és Regionális Lapkiadók Egyesülete[halott link]

### A tagok weblapjai
- Háromszék
- Hargita Népe
- Népújság
- Bihari Napló
- Szatmári Friss Újság
- Nyugati Jelen
- Szabadság
- Inform Media Kft